# Leidy Araujo
Leidy Araujo (ur. 6 stycznia 1981) – dominikańska lekkoatletka specjalizująca się w skoku o tyczce, medalistka mistrzostw kraju.

## Rekordy życiowe
- skok o tyczce – 3,35 (2003) były rekord Dominikany